# Mohamed Al-Deayea
Mohamed Abdullaziz Al-Deayea (arabsky محمد عبدالعزيز الدعيع‎; * 2. srpna 1972, Ha'il) je bývalý saúdskoarabský fotbalový brankář a reprezentant.
Začínal v klubu al-Ta'ee v rodném městě Ha'il, v roce 1999 přestoupil do klubu Al-Hilal FC, s nímž se stal čtyřikrát saúdskoarabské fotbalové ligy. V seniorské reprezentaci se zúčastnil tří světových šampionátů (1994, 1998, 2002). Má zlatou medaili z mistrovství Asie ve fotbale 1996, kde byl také vyhlášen nejlepším gólmanem turnaje. Ve své době byl označován za světového rekordmana v počtu reprezentačních startů, stránky RSSSF.com ho uvádějí na čtvrtém místě historické tabulky se 172 zápasy v národním týmu. Byl zvolen nejlepším asijským brankářem 20. století. 5. ledna 2012 se rozloučil s aktivní kariérou exhibičním zápasem, v němž na Stadiónu krále Fahda před 70 000 diváky Al-Hilal podlehl Juventusu Turín 1:7.